# みのり文庫
「みのり文庫」（みのりぶんこ）は、ハーヴェスト出版から刊行されていたティーンズ向け文庫（ライトノベル）レーベルで、同社の「ハーヴェストノベルズ」「なごみ文庫」とは異なり、PCゲーム以外のキャラクター系ゲームを原作とするノベライズを中心としていた。マスコットキャラクターはみのりさん（キャラクターデザイン・ひづき夜宵）。
2009年7月に刊行開始されたが、2010年4月15日発売の『ドリームクラブ 魅杏編』を最後にリリースが無い状況となっている。

## 刊行タイトル
- 『アテナ』（原作：SNKプレイモア、執筆者：七鳥未奏 with 企画屋） - 同名ゲームの小説。
- 『φなる・あぷろーち2〜Wedding Mirage〜』（原作：プリンセスソフト、執筆者：三浦洋晃） - 同名ゲームの原作者による書き下ろしノベル。
- 『てぃあてぃあ。』（原作：AQUAPLUS、執筆者：藤浪智之） - 『ティアーズ・トゥ・ティアラ 花冠の大地』のちびキャラ化パロディ作品。全3巻。
- 『女神異聞録デビルサバイバー アンソロジーノベル』（原作：ATLUS、執筆者：海法紀光・高平鳴海〈1巻〉、村田治・七門〈2巻〉） - 同名ゲームのアンソロジー短編小説集。既刊2巻。
- 『レッスルエンジェルス サバイバー2 短編集』（原作：トライファースト、執筆者：水野隆志） - 同名ゲームの短編小説集。
- 『ダン←ダム 逆襲のフィア』（原作：アクワイア、執筆者：持田康之） - 同名ゲームのシナリオライターによる短編小説集。
- 『勇者30 超速短編集』（原作：マーベラスエンターテイメント、執筆者：複数名） - 同名ゲームのアンソロジー短編小説集。
- 『快盗天使ツインエンジェル短編集』学園編・怪盗編（原作：サミー、執筆者：複数名） - 同名ゲームのアンソロジー短編小説集。
- 『朧村正 〜鳥籠姫と指切りノ太刀〜』（原作：マーベラスエンターテイメント、執筆者：海法紀光） - 同名ゲームのオリジナル小説。
- 『ドリームクラブ』亜麻音編・理保編・魅杏編（原作：ディースリー・パブリッシャー、執筆者：万葉悠斗） - 同名ゲームのアンソロジー短編小説集。
- 『ロロナのアトリエ 〜ロロナと偉大な錬金術士〜』（原作：ガスト、執筆者：藤浪智之） - 同名ゲーム（『ロロナのアトリエ 〜アーランドの錬金術士〜』）の小説。